# Núi Nasu
Núi Nasu (那須岳 Nasu-dake) là một nhóm phức hợp núi lửa ở Nhật. Đỉnh núi cao nhất là đỉnh Sanbonyari ở độ cao 1.916,9 m (6.289 ft). Núi Nasu là một trong 100 núi nổi tiếng Nhật Bản, tọa lạc phía bắc vườn quốc gia Nikko.

## Đỉnh chủ yếu
Núi Nasu có các đỉnh núi chủ yếu sau đây:
- Đỉnh Sanbonyari cao 1916.9m
- Đỉnh Chausu cao 1915m
- Đỉnh Asahi cao 1896m
- Đỉnh Nangetsu-san cao 1776m
- Đỉnh Kuro-odani cao 1589m

Những đỉnh này được gọi chung là ngũ đỉnh Nasu (那須5岳 Nasu-Go-Take).